# Tầng Indu
| Hệ/ Kỷ                                | Thống/ Thế | Bậc / Kỳ    | Tuổi (Ma) | Tuổi (Ma) |
| ------------------------------------- | ---------- | ----------- | --------- | --------- |
| Jura                                  | Dưới/Sớm   | Hettange    | trẻ hơn   | trẻ hơn   |
| Trias                                 | Trên/Muộn  | Rhaetia     | 201.3     | ~208.5    |
| Trias                                 | Trên/Muộn  | Noria       | ~208.5    | ~227      |
| Trias                                 | Trên/Muộn  | Carnia      | ~227      | ~237      |
| Trias                                 | Giữa       | Ladinia     | ~237      | ~242      |
| Trias                                 | Giữa       | Anisia      | ~242      | 247.2     |
| Trias                                 | Dưới/Sớm   | Olenek      | 247.2     | 251.2     |
| Trias                                 | Dưới/Sớm   | Indu        | 251.2     | 251.902   |
| Permi                                 | Lạc Bình   | Trường Hưng | già hơn   | già hơn   |
| Phân chia Kỷ Trias theo ICS năm 2020. |            |             |           |           |

Tầng Indu trong niên đại địa chất là kỳ đầu tiên của thế Trias sớm, và trong thời địa tầng học là bậc dưới cùng của thống Trias dưới. Kỳ Indu tồn tại từ ~ 251.902 Ma đến 251.2 Ma (Ma: Megaannum, triệu năm trước).
Kỳ Indu đôi khi được chia thành các phụ kỳ hoặc phụ tầng Griesbach và  Dieneri.
Kỳ Indu kế tục kỳ Trường Hưng của thế Lạc Bình kỷ Permi, và tiếp sau là kỳ Olenek của thế Trias sớm. Kỳ Indu gần trùng với kỳ Feixianguan khu vực Trung Quốc.

## Địa tầng
Tầng Indu được các nhà địa tầng người Nga đưa vào tài liệu khoa học vào năm 1956,, người đã chia tầng Scyth được các nhà phân tầng phương Tây sử dụng thành tầng Indu và tầng Olenek. Tầng Indu được đặt tên theo tên vùng Indus của Ấn Độ. Cách phân chia thống Trias dưới của Nga sau đó dần thay thế cách chia được sử dụng ở phương Tây.
Đáy của tầng Indu (cũng là đáy của thống Trias dưới, và đáy của giới Mesozoi) được xác định là vị trí trong hồ sơ hóa thạch nơi loài conodont Hindeodus parvus xuất hiện đầu tiên, hoặc ở cuối dị thường âm δ18O sau sự kiện tuyệt chủng tại ranh giới Permi-Trias. Hồ sơ tham chiếu chính thức (GSSP) của đáy tầng Indu nằm ở Meishan, Trường Hưng, Hồ Châu, Trung Quốc.
Đỉnh của tầng Indu (đáy của Olenek) là ở lần đầu tiên xuất hiện các loài ammonit Meekoceras gracilitatis.

### Sinh địa tầng
Mặc dù kỳ Indu có độ tuổi ngắn bất thường vào thời điểm này trong thang thời gian địa chất, nhưng phạm vi triệu năm của nó vẫn chứa 5 đới sinh vật ammonit trong miền Boreal, và 4 đới sinh vật ammonit trong miền Tethys.
Trầm tích biển đá phiến đen rất phổ biến, đặc biệt là trong vùng phụ tầng Dieneri của Indu. Những điều này chỉ ra sự kiện thiếu oxy trong đại dương.

## Cổ sinh

### †Ammonoids
| Đơn vị phân loại | Hiện diện | Vị trí        | Mô tả                    | Hình ảnh |
| ---------------- | --------- | ------------- | ------------------------ | -------- |
| - Ambites        |           | Toàn thế giới | Một gyronitid ammonoid   |          |
| - Gyronites      |           | Toàn thế giới | Một gyronitid ammonoid   |          |
| - Ophiceras      |           | Toàn thế giới | Một ophiceratid ammonoid |          |
| - Otoceras       |           | Toàn thế giới | Một otoceratid ammonoid  |          |

### †Conodonts
| Đơn vị phân loại   | Hiện diện | Vị trí        | Mô tả                                     | Hình ảnh |
| ------------------ | --------- | ------------- | ----------------------------------------- | -------- |
| - Hindeodus parvus |           | Toàn thế giới | index fossil for the base of the Triassic |          |

### Cá sụn
| Đơn vị phân loại   | Hiện diện               | Vị trí                       | Mô tả | Hình ảnh |
| ------------------ | ----------------------- | ---------------------------- | --- | -------- |
| - Caseodus         | Carbon đến Trias sớm    | Hoa Kỳ, Canada               | Một eugeneodontid holocephali (caseodontid)                                                                                             |          |
| - Fadenia          | Carbon đến Trias sớm    | Hoa Kỳ, Canada, Greenland    | Một eugeneodontid holocephali (caseodontid)                                                                                             |          |
| - Lissodus         | Trias sớm đến Creta sớm | Nam Phi, Greenland, Svalbard | Một hybodontiform elasmobranch |          |
| - Listracanthus    | Carbon đến Trias sớm    | Canada                       | Một loài chondrichthyan với các mối quan hệ không chắc chắn, được biết đến chủ yếu từ những chiếc răng giả giống như lông vũ của chúng. |          |
| - Parahelicampodus | Trias sớm               | Greenland                    | Một eugeneodontid holocephali (edestid)                                                                                                 |          |

### Cá vây tia
| Đơn vị phân loại  | Hiện diện                | Vị trí                        | Mô tả               | Hình ảnh |
| ----------------- | ------------------------ | ----------------------------- | ------------------- | -------- |
| - Ardoreosomus    | Trias sớm                | Nevada, Hoa Kỳ                | Một non-neopterygia |          |
| - Australosomus   | Trias sớm                | Greenland, Madagascar         | Một non-neopterygia |          |
| - Birgeria        | Trias                    | Greenland, Madagascar         | Một non-neopterygia |          |
| - Bobasatrania    | Lạc Bình đến Trias giữa  | Greenland, Madagascar, Canada | Một non-neopterygia |          |
| - Boreosomus      | Trias sớm                | Greenland, Madagascar         | Một non-neopterygia |          |
| - Candelarialepis | Trias sớm                | Nevada, Hoa Kỳ                | Một neopterygia     |          |
| - Helmolepis      | Trias sớm                | Greenland, Madagascar         | Một Platysiagid     |          |
| - Pteronisculus   | Trias sớm đến Trias giữa | Greenland, Madagascar, Hoa Kỳ | Một non-neopterygia |          |
| - Saurichthys     | Trias                    | Greenland, Madagascar         | Một non-neopterygia |          |
| - Watsonulus      | Trias sớm                | Madagascar                    | Một neopterygia     |          |

### Coelacanths
| Đơn vị phân loại          | Hiện diện            | Vị trí                        | Mô tả              | Hình ảnh |
| ------------------------- | -------------------- | ----------------------------- | ------------------ | -------- |
| - Coelacanthus banffensis | Trias sớm            | Canada                        | Một coelacanth.    |          |
| - Laugia                  | Trias sớm            | Greenland                     | Một coelacanth     |          |
| - Piveteauia              | Trias sớm            | Madagascar                    | Một coelacanth nhỏ |          |
| - Rhabdoderma             | Carbon đến Trias sớm | Madagascar                    | Một coelacanth     |          |
| - Sassenia                | Trias sớm            | Greenland                     | Một coelacanth     |          |
| - Whiteia                 | Trias sớm            | Greenland, Madagascar, Canada | Một coelacanth     |          |

### Lungfishes
| Đơn vị phân loại  | Hiện diện | Vị trí               | Mô tả | Hình ảnh |
| ----------------- | --------- | -------------------- | ----- | -------- |
| - Beltanodus      | Trias sớm | Madagascar           |       |          |
| - Microceratodus  | Trias sớm | Angola và Madagascar |       |          |
| - Paraceratodus   | Trias sớm | Madagascar           |       |          |
| - Ptychoceratodus | Trias sớm | Australia            |       |          |

### †Temnospondyls
| Đơn vị phân loại    | Hiện diện               | Vị trí                                                | Mô tả | Hình ảnh |
| ------------------- | ----------------------- | ----------------------------------------------------- | --- | -------- |
| - Aphaneramma       | Trias sớm               | Pakistan; Madagascar                                  | Một loài lưỡng cư trematosaurid stereospondyl |          |
| - Banksiops         | Trias sớm               | Australia                                             | Một loài lưỡng cư brachyopid stereospondyl. |          |
| - Broomistega       |                         | Beaufort Group, Karoo Basin, Nam Phi                  | Một chi lưỡng cư stereospondyl trong họ Rhinesuchidae. |          |
| - Chomatobatrachus  | Trias sớm               | Hệ tầng Knocklofty, Australia                         | Một loài lưỡng cư lydekkerinid stereospondyl. |          |
| - Cryobatrachus     | Trias sớm               | Hệ tầng Fremouw, Nam Cực                              | Một loài lưỡng cư lydekkerinid stereospondyl. |          |
| - Deltacephalus     | Trias sớm               | Hệ tầng Sakamena, Madagascar                          | Một loài lưỡng cư lydekkerinid stereospondyl. |          |
| - Edingerella       | Indu đến Olenek         | Madagascar                                            | Một loài lưỡng cư capitosauria có quan hệ họ hàng gần với Watsonisuchus. |          |
| - Eolydekkerina     | Trias sớm               | Đới Lystrosaurus Assemblage, Hệ tầng Katberg, Nam Phi | Một loài lưỡng cư lydekkerinid stereospondyl. |          |
| - Keratobrachyops   | Trias sớm               | Queensland, Australia                                 | Một loài lưỡng cư brachyopomorph stereospondyl. Một từ đồng nghĩa có thể có của chi liên quan chặt chẽ Bothriceps. |          |
| - Lapillopsis       |                         | Hệ tầng Arcadia, Australia                            | Một loài lưỡng cư stereospondyl cơ bản trong họ Lapillopsidae. |          |
| - Lydekkerina       | Trias sớm               | Nam Phi; Australia.                                   | Một loài lưỡng cư lydekkerinid stereospondyl. |          |
| - Manubrantlia      |                         | Tây Bengal, India                                     | Một loài lưỡng cư stereospondyl cơ bản trong họ Lapillopsidae. |          |
| - Micropholis stowi | Trias sớm               | Đới Lystrosaurus Assemblage, Bồn Karoo, Nam Phi       | Một chi dissorophoid temnospondyl trong họ Micropholidae. Trước đây nó đã được bao gồm trong Amphibamidae cùng với các micropholid khác. Tuy nhiên, một số phân tích cho thấy họ Micropholidae là một nhánh riêng biệt của thuốc giảm trĩ non-olsoniform có nguồn gốc. |          |
| - Nanolania         |                         | Australia                                             | Một loài lưỡng cư stereospondyl trong họ Rhytidosteidae. |          |
| - Rewana            |                         | Australia                                             | Một loài lưỡng cư stereospondyl trong họ Rhytidosteidae. |          |
| - Rotaurisaurus     | Indu sớm đến Olenek sớm | Hệ tầng Knocklofty, Tasmania                          | Một loài lưỡng cư stereospondyl cơ bản trong họ Lapillopsidae. |          |
| - Rhytidosteus      | Trias sớm               | Astrakhan Oblast, Nga                                 | Một loài lưỡng cư rhytidosteid stereospondyl. |          |
| - Sangaia           | Trias sớm               | Rio Grande do Sul, Brazil                             | Một loài lưỡng cư stereospondyl trong họ Rhytidosteidae. |          |
| - Thabanchuia       |                         | Nam Phi                                               | Một loài lưỡng cư dvinosauria trong họ Tupilakosauridae. |          |
| - Wantzosaurus      | Trias sớm               | Greenland; Madagascar                                 | Một loài lưỡng cư trematosaurid stereospondyl |          |
| - Watsonisuchus     | Trias sớm               | Australia; Nam Phi                                    | Một loài lưỡng cư capitosaurian |          |
| - Xenobrachyops     | Trias sớm               | Queensland, Australia                                 | Một loài lưỡng cư brachyopid stereospondyl. |          |

### †Chroniosuchians
| Đơn vị phân loại | Hiện diện              | Vị trí          | Mô tả                          | Hình ảnh |
| ---------------- | ---------------------- | --------------- | ------------------------------ | -------- |
| - Axitectum      | Trias sớm              | Nga             | Một bystrowianid reptiliomorph |          |
| - Bystrowiana    | Lạc Bình đến Trias sớm | Nga, Trung Quốc | Một reptiliomorph              |          |

### Lissamphibia
| Đơn vị phân loại  | Hiện diện | Vị trí     | Mô tả | Hình ảnh |
| ----------------- | --------- | ---------- | --- | -------- |
| - Triadobatrachus | Trias sớm | Madagascar | Triadobatrachus là một chi đã tuyệt chủng của động vật lưỡng cư giống ếch salientia, chỉ bao gồm một loài đã biết, Triadobatrachus massinoti. Nó là thành viên lâu đời nhất của dòng ếch được biết đến, và là một ví dụ tuyệt vời về hóa thạch chuyển tiếp. |          |

### †Procolophonomorphs
| Đơn vị phân loại                 | Hiện diện                 | Vị trí                                | Mô tả | Hình ảnh |
| -------------------------------- | ------------------------- | ------------------------------------- | --- | -------- |
| - Barasaurus                     | Lạc Bình đến Trias sớm    | Madagascar                            | Một owenettid parareptile. |          |
| - Coletta                        |                           | Nam Phi                               | Loài parareptile procolophonid, nó tương tự như owenettids do vị trí cơ bản.                                                                                        |          |
| - "Eumetabolodon" dongshengensis | Trias sớm                 | China                                 | Một loài song sinh procolophonid, hiện được phân loại thuộc chi procolophonin Eumetabolodon mặc dù nó có tính cơ bản hơn và có quan hệ họ hàng gần với Theledectes. |          |
| - Owenetta                       | Lạc Bình đến Trias sớm    | Nam Phi                               | Một owenettid parareptile. |          |
| - Phaanthosaurus                 |                           | Hệ tầng Vokhma. Nizhnii Novgorod, Nga | Một loài song sinh procolophonid cơ bản. |          |
| - Procolophon                    | Permi muộn đến Trias muộn | Nam Phi                               | Một chi hình thằn lằn parareptile. |          |
| - Sauropareion                   |                           | Nam Phi                               | Một loài song sinh procolophonid cơ bản. |          |
| - Saurodektes                    | Indu sớm                  | Nam Phi                               | Một owenettid parareptile. |          |
| - Sauropareion                   |                           | Nam Phi                               | Một loài song sinh procolophonid cơ bản. |          |

### Diapsids
| Đơn vị phân loại | Hiện diện                | Vị trí                              | Mô tả | Hình ảnh |
| ---------------- | ------------------------ | ----------------------------------- | --- | -------- |
| - Hovasaurus     | Permi muộn đến Trias sớm | Madagascar                          | Một loài bò sát tangasaurid younginiform. |          |
| - Kenyasaurus    | Trias sớm                | Coast Province, southeastern Kenya. | Một loài bò sát tương đối nhỏ, có cấu tạo nhẹ, giống thằn lằn, rất có thể là tangasaurid younginiform nhưng không có khả năng thích nghi thủy sinh riêng biệt. |          |
| - Paliguana      | Permi muộn đến Trias sớm | Hệ tầng Katberg, Nam Phi            | Một chi bò sát giống thằn lằn lepidosauromorph đã tuyệt chủng.                                                                                                 |          |

#### Archosauromorphs
| Đơn vị phân loại | Hiện diện       | Vị trí                                    | Mô tả | Hình ảnh |
| ---------------- | --------------- | ----------------------------------------- | --- | -------- |
| - Kadimakara     |                 | Hệ tầng Arcadia, Queensland, Australia.   | Một archosauromorph cơ bản nhỏ, có thể liên quan chặt chẽ đến Prolacerta. |          |
| - Noteosuchus    | Indu sớm        | Hệ tầng Katberg, Beaufort Group, Nam Phi  | Một bản gốc rhynchosaur, lâu đời nhất được biết đến cho đến nay. |          |
| - Prolacerta     |                 | Nam Phi, Hệ tầng Fremouw, Nam Cực         | Một archosauromorph cơ bản nhỏ, giống thằn lằn, ban đầu được cho là lepidosauromorph. |          |
| - Proterosuchus  |                 | Nam Phi                                   | Loài bò sát đất lớn nhất trong thời kỳ đầu kỷ Trias, có kích thước tương đương với rồng Komodo ngày nay. Nó trông hơi giống với một con cá sấu nguyên thủy và có nhiều đặc điểm hiện đại như hàm dài, cơ cổ khỏe, chân ngắn và đuôi dài, trong khi vẫn giữ được một số đặc điểm riêng như chân dài và miệng hình móc câu. |          |
| - Tasmaniosaurus | Indu đến Olenek | Hệ tầng Knocklofty, West Hobart, Tasmania | Từng được cho là một proterosuchid, đơn vị phân loại này ngày nay được cho là trung gian giữa các archosauriform không archosauriform nâng cao như Prolacerta và các archosauriform cơ bản như Proterosuchus. Chi này cũng đáng chú ý là một trong những loài bò sát kỷ Trias Australia hoàn chỉnh nhất được biết đến.    |          |
| - Tsylmosuchus   | Indu đến Olenek | Nam Ural, Nga                             | Ban đầu được phân loại là rauisuchid, Tsylmosuchus gần đây được hiểu là một dạng archosauriform không xác định. Tsylmosuchus xuất hiện trong suốt thời đại Olenekian. Một số địa tầng mà từ đó Tsylmosuchus đã được tìm thấy có tuổi Indu, khiến nó trở thành một trong những loài archosaurs sớm nhất.                   |          |

### Therapsids
| Đơn vị phân loại | Hiện diện                | Vị trí                       | Mô tả | Hình ảnh |
| ---------------- | ------------------------ | ---------------------------- | --- | -------- |
| - Galesaurus     |                          |                              | Một cynodont. |          |
| - Lystrosaurus   | Permi muộn đến Trias sớm | Nam Cực, Nga, India, Nam Phi | Một dicynodont. Đây là nhóm động vật có xương sống trên cạn phổ biến nhất trong kỷ Trias sớm, trong một thời gian 95% động vật có xương sống trên cạn là Lystrosaurus                                              |          |
| - Regisaurus     | Permi muộn đến Trias sớm | Nam Phi                      | Một therocephalian. |          |
| - Scaloposaurus  |                          |                              | Arocephalian. |          |
| - Thrinaxodon    | Trias sớm                | Nam Phi, Nam Cực             | Một cynodont cỡ mèo. Nhiều nhà khoa học cho rằng những vết rỗ trên hộp sọ cho thấy Thrinaxodon có râu và do đó, có thể có một lớp lông bao phủ. Có ý kiến cho rằng nó là một kẻ máu nóng. Dù vậy, nó vẫn đẻ trứng. |          |